# 양영주
양영주(梁瑛注, 1917년 10월 8일 전북 남원 ~ 1973년 9월 12일)는 대한민국의 정치인이다. 제3대 국회의원을 지냈다.

## 약력
- 남원공립보통학교 졸업
- 일본마포수의학교 중퇴
- 남원군 대강면 수리조합장
- 독촉청년연맹 남원군 부위원장
- 대한청년단 남원군단장
- 자유당 남원군당 부위원장
- 남원읍장
- 남원군 체육회장

## 역대 선거 결과
|  | 31.34% |

|  | 46.65% |

|  | 14.46% |

## 참고자료
- 양영주 - 대한민국헌정회